# 捷佳耶夫山脊
捷佳耶夫山脊（Dorsa Tetyaev）是月球危海中的一组皱岭，其中心月面坐标为19°54′N 64°12′E / 19.9°N 64.2°E，全长176公里，其名称取自苏联地质构造学家米哈伊尔·米哈伊洛维奇·捷佳耶夫（Mikhail Mikhailovich Tetyaev，1882年9月11日-1956年10月11日），1979年被国际天文联合会正式批准接受。